# Коммунистическая партия Польши
Коммунисти́ческая па́ртия По́льши, КПП (пол. Komunistyczna Partia Polski, KPP) — революционная коммунистическая партия, действовавшая в Польше в 1918—1938 годах, до 1925 года называлась Коммунисти́ческой рабо́чей па́ртией По́льши, КРПП (пол. Komunistyczna Partia Robotnicza Polski, KPRP).

## История

### Основание
КРПП была основана 16 декабря 1918 года в результате объединения Социал-демократии Королевства Польши и Литвы (СДКПиЛ) и Польской социалистической партии — левицы (ППС—левицы). В марте 1919 году представитель КРПП Иосиф Уншлихт участвовал в учредительном съезде Коммунистического интернационала, а в июле партия официально партия присоединилась к Коминтерну. В 1919 году КРПП участвовала в парламентских выборах, получив 2 места в Сейме.
В 1919—1920 годах в партию влились осколки крупных еврейских организаций: польского Бунда, «Поалей Цион» и «Vereinigte» («Объединение»), а также Белорусской социалистической партии и Украинской социал-демократической рабочей партии. В 1920 году к КРПП присоединилось левое крыло Польской социалистической партии (ППС). В партию постоянно вливались представители других левых и социалистических организаций Польши.
За поддержку РСФСР в Советско-польской войне 1919—1921 годов КРПП была запрещена и действовала нелегально. Компартия выступала против оккупации Польшей Западной Украины и Западной Белоруссии. После начала контрнаступления Красной Армии 30 июня 1920 года в Белостоке из членов КРПП и Польского бюро ЦК РКП(б) был образован Временный революционный комитет Польши (Польревком). В его состав вошли: Юлиан Мархлевский (председатель), Феликс Дзержинский, Эдвард Прухняк, Иосиф Уншлихт, Феликс Кон, Бернард Закс, Станислав Бобинский, Тадеуш Рыдванский. Орган функционировал на территориях, которые находились под контролем Красной Армии, и осуществил на них национализацию промышленности, конфискацию крупной земельной собственности и другие мероприятия.

### Демократический период
В относительно демократический период 1921—1926 годах партия продолжала действовать нелегально. К 1923 году насчитывала в своих рядах 5 000 членов. Партия имела влияние среди профсоюзов и под именем Союза городского и сельского пролетариата (Związek Proletariatu Miast i Wsi) участвовала в выборах 1922, в результате которых получила поддержку 130 000 избирателей и 2 депутатских кресла в Сейме.
Второй съезд компартии, проходивший в Москве в сентябре — октябре 1923 года, пересмотрел отношение к крестьянскому, земельному и национальному вопросам. Происходит пересмотр позиций, связанных с теоретическим наследием Розы Люксембург, серьёзно определявшим политическую линию партии. Это наследие характеризовалось тремя основными пунктами: отказ от ленинского лозунга «национального самоопределения»; отказ от ленинского тактического лозунга «землю крестьянам»; отказ от диктатуры пролетариата, как средства террора. В первую очередь, для польской компартии был важен вопрос национального самоопределения. Даже после подписания Рижского мирного договора 1921 года она не соглашалась признавать независимой Польской республики и её границы, утверждённые согласно этому договору.
В 1923 году в качестве автономных организаций в КРПП влились Коммунистическая партия Западной Белоруссии и Коммунистическая партия Западной Украины. На съезде в Политбюро ЦК КРПП были избраны Адольф Варский, Генрик Валецкий и Вера Костшева.
Внутри партии существовали различные мнения не только по отношению к оппозиции Троцкого, но и к оппозиции Брандлера внутри Коммунистической партии Германии. В декабре 1923 года Политбюро КРПП отправляет письмо в Центральный комитет ВКП(б) в защиту Троцкого. В письме, в частности, говорилось:

«…для нашей партии, для всего Интернационала, для всего мирового революционного пролетариата имя товарища Троцкого неразрывно связано с победоносной Октябрьской революцией, с Красной Армией, с коммунизмом и мировой революцией».
В начале 1925 года в Минске под лозунгом «большевизации партии» состоялся третий съезд КРПП. На первое место в партии начал выдвигаться сторонник Сталина Юлиан Ленский (Лещинский). На съезде партия была переименована в Коммунистическую партию Польши.

### «Санация»
В мае 1926 года в ситуации экономического кризиса и роста безработицы Юзеф Пилсудский совершил государственный переворот. Руководство Коммунистической партии во главе с Варским поддержало переворот, считая его путём к «революционно-демократической диктатуре». В Варшаве члены КПП участвовали в уличных столкновениях со сторонниками правительства Винсент Витоса, которое они считали фашистским. 13 мая совместно с Польской социалистической партией организовали всеобщую забастовку. Однако вскоре Коминтерн признал действия руководства польской компартии ошибочными.
Обсуждение «майской ошибки» и самого переворота 1926 года состоялось на четвёртом съезде КПП, который проходил в мае — августе 1927 года в Москве. Произошел раскол на большинство («правые») и меньшинство («левые»). Сторонники Ленского («левая фракция») утверждали, что переворот был фашистским, «правые» же — Варский, Костшева и другие — считали его началом военной диктатуры, имеющей тенденции к фашизму. Борьба между двумя фракциями длилась до конца 1920-х годов.
В 1920—1930-х годах КПП агитировала рабочих и крестьян на борьбу с «санационным режимом», организовывала многочисленные забастовки и боевые выступления (всеобщие забастовки лодзинских текстильщиков в 1928, 1933, 1936 и других годах). Несмотря на давление и репрессии, Коммунистической партии удалось сохранить своё представительство в Сейме до выборов 1935 года.
В 1930-х годах КПП насчитывала около 20 000 членов. Многие коммунисты находились в заключении: в 1930 году было арестовано 3 775 человек, в 1931 году — 3 507 человек, в 1932 году — 6 982 человека. По инициативе Компартии в Польше была создана широкая сеть легальных левых газет (свыше 300 названий). Центральным органом партии являлась нелегальная газета «Czerwony Sztandar» («Красное знамя») и журнал «Nowy Przegląd» («Новое обозрение»)

### Гражданская война в Испании
Члены КПП принимали участие в Гражданской войне в Испании. Польские коммунисты воевали в составе интербригады «Домбровский».

### Линия Коминтерна
Конец 1920-х — начало 1930-х годов знаменуется т. н. «третьим периодом» Коминтерна. В контексте этой тактики в 1930 году прошел пятый съезд польской компартии, на котором ППС характеризовалась, как фашистская партия, и объявлялось о скором наступлении революции. Однако уже к середине 1930-х годов тактика изменилась. В 1935—1937 года, согласно решениям седьмого конгресса Коминтерна, КПП выступала за объединение действий коммунистов, социалистов и других сил в общей борьбе с фашизмом.
Фракционная борьба в партии начала затухать в 1928—1933 годах. Лидеры «правых» были оттеснены с руководящих постов. В 1929 году генеральным секретарем Компартии стал Юлиан Ленский. К концу 1930-х годов репрессии затрагивают уже Ленского и его сторонников. В Советском Союзе были расстреляны и погибли в лагерях ведущие деятели КПП: Адольф Варский, Эдвард Прухняк,  Вера Костшева,  Генрик Валецкий,  Юлиан Ленский и многие другие польские коммунисты, в частности, писатель Бруно Ясенский. Вместе с КПП были разгромлены её составляющие: Коммунистическая партия Западной Украины и Коммунистическая партия Западной Белоруссии.
16 августа 1938 года Исполком Коминтерна объявил польскую компартию «вредительской» и проголосовал за её роспуск. После роспуска КПП польские коммунисты продолжали действовать в профсоюзах и других общественных организациях. В январе 1942 года бывшие члены КПП во главе с Марцелием Новотко, Павлом Финдером, Малгожатой Форнальской, Болеславом Молоецом и другими явились инициаторами создания Польской рабочей партии. В 1956 году КПСС, компартия Италии, компартия Болгарии, компартия Финляндии и Польская объединённая рабочая партия в совместном заявлении признали роспуск КПП в 1938 году необоснованным.